# Марш на Монтгомери
Марш на Монтгомери су били три марша од Селме до Монтгомерија из 1965. су довели до усвајања Закона о праву гласа, значајног успеха покрета за грађанска права. Сва три протестна марша су били покушаји да се шета дуж 54 mi (87 km) дугачког ауто-пута од Селме до Монтгомерија, главног града Алабаме. 
Покрет за права гласа у Селми су покренули локални Афроамериканци, који су основали Савез гласача округа Далас. Заједно са организаторима Студентског ненасилног организационог комитета су почели да региструју црне гласаче од 1964. Када се испоставило да је отпор белаца њиховом труду упоран, Савез се обратио Мартину Лутеру Кингу и Јужној хришћанској конференцији о вођству, који су јануара 1965. довели у Селму многе истакнуте вође покрета за грађанска права.
Следећег месеца је Џими Ли Џексон, активиста покрета за гласачка права, смртно рањен током марша у Мариону, што је надувало тензије у заједници. Да би ублажио и усмерио бес, директот студентског комитета Џејмс Бевел, који је водио кампању комитета у Селми и радио на свом пројекту за права гласа у Алабами од краја 1964, је позвао на марш драматичних размера од Селме до Монтгомерија.
Први марш се десио 7. марта 1965; добио је надимак Крвава недеља након што је 600 демонстраната напала државна и локална полиција пендрецима и сузавцем. Други марш се десио 9. марта; полиција и демонстранти су стојали једни испред других, али када су се полицајци померили да би пустили протестанте да прођу, Кинг их је довео назад у цркву.
Трећи марш је почео 21. марта. Уз заштиту 2000 припадника Армије САД, 1900 припадника Националне гарде Алабаме под федералном комадном и бројним агентима ФБИ и федералним маршалима, демонстрати су прелазили 16 km дневно дуж Америчог пута 80, познатог у Алабами као Ауто-пут Џеферсона Дејвиса. Протестанти су стигли у Монтгомери 24. марта, а пред Државни капитол Алабаме 25. марта.
Ова рута је у успомену на овај догађај названа Пут за гласачка права од Селме до Монтгомерија и она је амерички Национални историјски пут.